# مغ قنبره کوه مبارک
مُغِ قَنبرهٔ کوهِ مُبارَک یا کوه‌مُبارَک، روستایی در دهستان کنگان بخش مرکزی شهرستان جاسک در استان هرمزگان ایران است.

## جمعیت
بر پایه سرشماری عمومی نفوس و مسکن در سال ۱۳۹۵، جمعیت این روستا برابر با ۱۹۶ نفر (۶۰ خانوار) بوده‌است.